# Панхеленски социјалистички покрет
Панхеленски социјалистички покрет (грч. Πανελλήνιο Σοσιαλιστικό Κίνημα), скраћено ПАСОК (ΠΑΣΟΚ) или ПА. СО. К, је социалдемократска партија у Грчкој.

## Историја
ПАСОК је основан 3. септембра 1974. године, а своје корене вуче из 1968. године када је у екзилу Андреа Папандреоу основао Свегрчки ослободилачки покрет (ПАК). 1981. партија добија парламентарне изборе. Након два мандата вратила се на власт Нова Демократија, која је дала и премијера владе. 1993. године ПАСОК се вратио на власт, међутим владавина је била прожета скандалима, а све се погоршало када се Анреад Папандреу драматично разболео. 1996. године место председника преузима Костас Симитис, који почиње са спровођењем реформских и инфраструктурних пројеката. 2004. године долази до смене генерације и место председника добија Јоргоса Папандреуа, син првог председника и оснивача ПАСОК-а. Већину на изборима 7. марта 2004. добија Нова Демократија, а и на изборима у септембру 2007. остаје ПАСОК у опозицији.
На изборима одржаним 4. октобра 2009. ПАСОК побеђује са 43,9% гласова чиме добија апсолутну већину у парламенту (160 од 300 мандата) и мандат да самостално састави владу.

## Лого
Лого ПАСОК-а приказује зелено сунце, при чему то није еколошки симбол.

## Изборни резултати, 1974—2015.
| Година          | Лидер партије       | Број гласова | Проценат гласова | Број посланика | Позиција                   |
| --------------- | ------------------- | ------------ | ---------------- | -------------- | -------------------------- |
| 1974.           | Андреас Папандреу   | 666,413      | 13.6%            | 12             | Минорна опозициона партија |
| 1977.           | Андреас Папандреу   | 1,300,025    | 25.3%            | 93             | Главна опозициона партија  |
| 1981.           | Андреас Папандреу   | 2,726,309    | 48.1%            | 172            | Влада                      |
| 1985.           | Андреас Папандреу   | 2,916,735    | 45.8%            | 161            | Влада                      |
| 1989-I          | Андреас Папандреу   | 2,551,518    | 39.1%            | 125            | Главна опозициона партија  |
| 1989-II         | Андреас Папандреу   | 2,724,334    | 40.7%            | 128            | Коалициона влада           |
| 1990.           | Андреас Папандреу   | 2,543,042    | 38.6%            | 123            | Главна опозициона партија  |
| 1993.           | Андреас Папандреу   | 3,234,777    | 46.9%            | 170            | Влада                      |
| 1996.           | Костас Симитис      | 2,813,245    | 41.5%            | 162            | Влада                      |
| 2000.           | Костас Симитис      | 3,007,596    | 43.8%            | 158            | Влада                      |
| 2004.           | Јоргос Папандреу    | 3,002,531    | 40.6%            | 117            | Главна опозициона партија  |
| 2007.           | Јоргос Папандреу    | 2,727,853    | 38.10%           | 102            | Главна опозициона партија  |
| 2009.           | Јоргос Папандреу    | 3,012,373    | 43.92%           | 160            | Влада                      |
| мај 2012.       | Евангелос Венизелос | 833,529      | 13.18%           | 41             | Нови избори                |
| јун 2012.       | Евангелос Венизелос | 755,832      | 12.28%           | 33             | Мањи партнер у Влади       |
| 2015.           | Евангелос Венизелос | 289,482      | 4.7%             | 13             | опозиција                  |
| септембар 2015. | Фофи Генимата       | 341.390      | 6,4%             | 17             | опозиција                  |